# Destination (álbum de Ronan Keating)
Destination é o segundo álbum de estúdio do cantor Ronan Keating. Foi lançado em 20 de Maio de 2002 pela gravadora Polydor.
"Lovin' Each Day", "If Tomorrow Never Comes", "I Love It When We Do", "We've Got Tonight" (apresentando Lulu no lançamento para o Reino Unido e Jeanette Biedermann no lançamento para a Alemanha) e "The Long Goodbye".
O álbum foi líder de vendas no Reino Unido e ganhou certificado de platina dupla.
| Críticas profissionais                                                      | Críticas profissionais |
| Avaliações da crítica                                                       | Avaliações da crítica  |
| Fonte                                                                       | Avaliação              |
| --------------------------------------------------------------------------- | ---------------------- |
| All Music Guide                                                             | [ 1 ]                  |
| Entertainment.ie                                                            | [ 2 ]                  |
| Esta tabela precisa de ser acompanhada por texto em prosa. Consulte o guia. |                        |

## Faixas
1. "I Love It When We Do" (Gregg Alexander, Rick Nowels) – 3:53
2. "Love Don't Work (If We Don't Try)" (Alexander, Nowels) – 3:44
3. "If Tomorrow Never Comes" (Kent Blazy, Garth Brooks) – 3:35
4. "Come Be My Baby" (Alexander, Nowels) – 3:53
5. "Lovin' Each Day" (Alexander, Nowels) – 3:33
6. "My One Thing That's Real" (Alexander, Nowels) – 3:35
7. "Time For Love" (Alexander, Nowels) – 3:51
8. "Blown Away" (Alexander, Nowels) – 3:39
9. "As Much As I Can Give You Girl" (Alexander, Nowels) – 4:15
10. "Pickin' Me Up" (Alexander, Ronan Keating, Nowels) – 4:42
11. "Joy and Pain" (Jeremy Godfrey, Keating, Bill Padley) – 3:49
12. "We've Got Tonight" (Bob Seger) – 3:39
13. "The Long Goodbye" (Paul Brady, Keating) – 4:43
14. "I Got My Heart On You" (Alexander) – 3:57